# 军须靡
军须靡（前2世纪？—前93年？），乌孙前期昆莫，在位时期约在公元前2世纪末至前1世纪初。
军须靡为前任昆莫猎骄靡长孙，其父为猎骄靡所立太子，早死。猎骄靡因哀痛于长子之死，故立军须靡为继承人，授予岑陬（又作岑娶）之职。但是军须靡之叔父大禄不服这一决定，拥兵万人自成势力，想要交结诸昆弟相攻，猎骄靡于是分国为三。岑陬与猎骄靡、大禄各领万余骑，别居，这样造成乌孙国内实际分裂。
约太初元年（前104年），猎骄靡临终前安排来自汉朝的细君公主下嫁军须靡。其后军须靡顺利继位，立匈奴夫人为左夫人，细君公主为右夫人。他和细君公主生女名少夫。不久细君公主死，汉朝为联合他夹攻匈奴，又遣楚王刘戊之孙女解忧公主出嫁军须靡。
军须靡临终时，其与匈奴夫人所生长子泥靡尚幼，于是立大禄之子翁归靡为继承人，与其约定将来还国与泥靡，乌孙于是重归统一。

## 影視形象
- 2006年电视剧《大汉天子》：付隽饰军须靡。
- 2016年电视剧《解忧公主》：袁文康饰军须靡。